# Bostrychoplites cylindricus
Bostrychoplites cylindricus är en skalbaggsart som först beskrevs av Olof Immanuel von Fåhraeus 1871.  Bostrychoplites cylindricus ingår i släktet Bostrychoplites och familjen kapuschongbaggar. Inga underarter finns listade i Catalogue of Life.